# Злочиначки умови (17. сезона)
Злочиначки умови (engl. Criminal Minds) је америчка криминалистичка драмска телевизијска серија која прати рад Јединице за анализу понашања (ЈАП-а) (engl. Behavioral Analysis Unit - BAU) чије је седиште у Квантику у Вирџинији. Серија се разликује од других серија те врсте по томе што се више усредсређује на злочинца него на сам злочин. Серију је продуцирала продукција The Mark Gordon Company у сарадњи са телевизијским студијима CBS и ABC. Серија је првобитно названа Квантико, а пробна епизода је снимљена у Ванкуверу.

## Опис
Седамнаеста сезона серије Злочиначки умови је емитована на каналу CBS од 6. јуна до 1. августа 2024. Радња сезоне прати чланове Јединице за анализу понашања (ЈАП-а) док истражују загонетку „Златне звезде“, међутим, приморани су да сарађују са Елијасом Војтом јер он „преговара о договору који га пребацује у савезни притвор под управом самог ЈАП-а“.
Дан пре премијере седамнаесте сезоне, серија Злочиначки умови: Еволуција је обновљена за осамнаесту сезону.

## Улоге
- Џо Мантења кao Дејвид Роси
- А.Џ. Кук кao Џенифер Џаро
- Кирстен Вангснес кao Пенелопи Гарсија
- Ејша Тајлер као Тара Луис
- Зек Гилфорд као Елијас Војт
- Рајан-Џејмс Хатанака као Тајлер Грин
- Адам Родригез као Лук Алвез
- Паџет Брустер као Емили Прентис

## Епизоде
| Бр. еп. (укупно) | Бр. еп. (у сезони) | Наслов                  | Редитељ         | Сценариста                          | Премијера       |
| --- | ------------------ | ----------------------- | --------------- | ----------------------------------- | --------------- |
| 335 | 1                  | "Златна звезда"         | Дар Арниокоски  | Ерика Месер                         | 6. јун 2024.    |
| Две недеље након догађаја из завршнице прошле сезоне, убијена је супруга полицајца из Бристова у Вирџинији. ЈАП повезује случај са "Златном звездом", непознатим починиоцем који жртви вади очи и оставља метке са ознакама звезда. Откривају да се Министарство правде консултовало са Елијасом Војтом. Пошто је полицајац извршио самоубиство током испитивања, ЈАП позива Тајлера Грина да им помогне у случају. |                    |                         |                 |                                     |                 |
| 336 | 2                  | "Зараза"                | А.Џ. Кук        | Метју Лау                           | 6. јун 2024.    |
| Приморана да ради са Војтом, Џеј-Џеј покушава да га превари да се инкриминише као Сикаријус. Роси и Прентисова истражују након што су два професора у Прову у Јути убијена сличним начином рада као код "Златне звезде". Луисова и Тајлер изводе заседу, али им се придружује Тарина бивша девојка Ребека која је запослена у Министарству правде.                                                                  |                    |                         |                 |                                     |                 |
| 337 | 3                  | "Носталгија"            | Адам Родригез   | Саливен Фицџералд и Карлтон Гилеспи | 13. јун 2024.   |
| ЈАП је постао предмет теорија завере због смрти Дага Бејлија у претходној сезони. Док Џеј-Џеј и Алвез покушавају да убеде Војтову жену да разговара са њим, Роси и Луисова истражују серијског убицу у Хјустону у Тексасу који је назван „Убица на дан селидбе“. |                    |                         |                 |                                     |                 |
| 338 | 4                  | "Краљевство слепих"     | Џо Мантења      | Чикодили Агвуна и Џејн А. Ашер      | 20. јун 2024.   |
| ЈАП се суочава са новим убиствима припадника групе "Златна звезда", истим језивим начином извођења, у Џекпоту у Невади. Елијас Војт се опрашта од породице. Прентисова се бори са последицама свог сукоба са Брајаном Гаритијем. Гарсија хакује клонирани телефон који је донео Тајлер Грин. |                    |                         |                 |                                     |                 |
| 339 | 5                  | "Завера против теорије" | Шарат Раџу      | Брин Фрејзер                        | 27. јун 2024.   |
| Користећи Елијаса Војта, ЈАП организује састанак са "Златном звездом" у Давенпорту у Ајови, али стање се погоршава када су послали таоца са бомбом привезаном за њега. |                    |                         |                 |                                     |                 |
| 340 | 6                  | "Порука у боци"         | Нелсон Мекормик | Карлтон Гилсепи и Саливен Фицџералд | 4. јул 2024.    |
| Алвез и Гарсија откривају ко би могао да циља Тајлерову бившу девојку. Џеј-Џеј помаже Прентисовој да се избори са егзистенцијалним мамурлуком. Када су Росијева привиђења Војта достигла тачку пуцања, Роси се суочава са Војтом и открива шта га заиста прогања. |                    |                         |                 |                                     |                 |
| 341 | 7                  | "Пирана"                | Ејша Тајлер     | Чикодили Агвуна и Џејн А. Ашер      | 11. јул 2024.   |
| ЈАП прогони непознатог субјекта у Бетесди у Мериленду који убија своје жртве киселином. Прентисова и Роси истражују историју ЈАП-а како би пронашли везе са "Златном звездом". Прентисова је звала бившу жену Џејсона Гидеона Џил. Војт користи свог адвоката да контактира Демијана. |                    |                         |                 |                                     |                 |
| 342 | 8                  | "Звезда северњача"      | Зек Гилфорд     | Чарлс Дјуи и Кристофер Барбур       | 18. јул 2024.   |
| ЈАП покушава да претекне двоје Непотпуних, Џејд Вотерс и Демијана Бута, који су у убилачком походу. Роси мора да се суочи са Џил како би открила тајне програма "Златна звезда". Тајлер и Ребека покушавају да стекну утицај на адвоката Елијаса Војта. |                    |                         |                 |                                     |                 |
| 343 | 9                  | "Звезде и пруге"        | Бетани Руни     | Кристофер Барбур                    | 25. јул 2024.   |
| Док је Џејд у бекству, ЈАП наставља да саставља делове који повезују жртве "Златне звезде" са компанијом "Аида Лимитед". Џејд и Дејна прате Војтове трагове до сржи „завере“. Извршење налога за претрес од стране ЈАП-а има смртоносне последице. |                    |                         |                 |                                     |                 |
| 344 | 10                 | "Спасити децу"          | Глен Кершо      | Брин Фрејзер                        | 1. август 2024. |
| Када је откривен идентитет последњег члана "Златне звезде", делови слагалице се склапају. Прентисова, сада у смртној опасности, мора да се суочи са Џејд и њеним саучесником како би разоткрила истину која стоји иза „завере“ пре него што време истекне за ЈАП. |                    |                         |                 |                                     |                 |

## Продукција

### Развој
Седамнаеста сезона серије Злочиначки умови најављена је 12. јануара 2023. Paramount+ ју је рекламирао као „другу сезону“ серије https://deadline.com/2023/01/criminal-minds-evolution-renewed-paramount-plus-1235219650/#! која је првобитно најављена као оживљавање серија.
Прве две епизоде нове сезоне емитоване су 6. јуна након чега су уследила недељна издања. Нова сезона је премијерно приказана 7. јуна 2024. на Disney+ у Канади.

### Избор глумаца
Цела главна глумачка постава из претходне сезоне се вратила, уз додавање Рајана-Џејмса Хатанаке као Тајлера Грина и Зека Гилфорда као Елијаса Војта који су ове сезоне унапређени у главну поставу серије пошто су се појављивали епизодно у претходној сезони.
Дана 17. јануара 2024. године, Џош Стјуарт је открио да након 16 година неће поновити своју улогу Вила Ламонтејна млађег ове сезоне, наводећи да су његови „дани играња Вила Ламонтејна млађег завршени“.
Обожаваоци су нагађали да би се Метју Греј Габлер који је тумачио Спенсера Рида могао вратити у серијуhttps://screenrant.com/x-clues-that-reid-is-finally-returning-in-criminal-minds-evolution-season-2/ пошто није био присутан у претходној сезони због других обавеза. Дана 29. септембра 2023. године, Габлер је изразио спремност да се врати.
У априлу је објављено да ће Фелисити Хафмен гостовати као др. Џил Гидеон, удовица Џејсона Гидеона. Дана 10. маја 2024. године објављено је да ће Кларк Грег, Брајан Џ. Вајт и Так Воткинс имати епизодне улоге током целе сезоне као директор ФБИ-ја Реј Медисон, Винсент Орлов, односно Френк Чрч. Пол Ф. Томпкинс ће поновити своју улогу из 15. сезоне Брајана Геритија.

### Снимање
Снимање седамнаесте сезоне серије Злочиначки умови званично је почело 18. јануара 2024. Снимање је завршено 10. маја 2024. Чланови глумачке поставе Џо Мантења, Ејша Тајлер, А.Џ. Кук, Адам Родригез и Зек Гилфорд режирали су по једну епизоду ове сезоне.